# 카닐리언

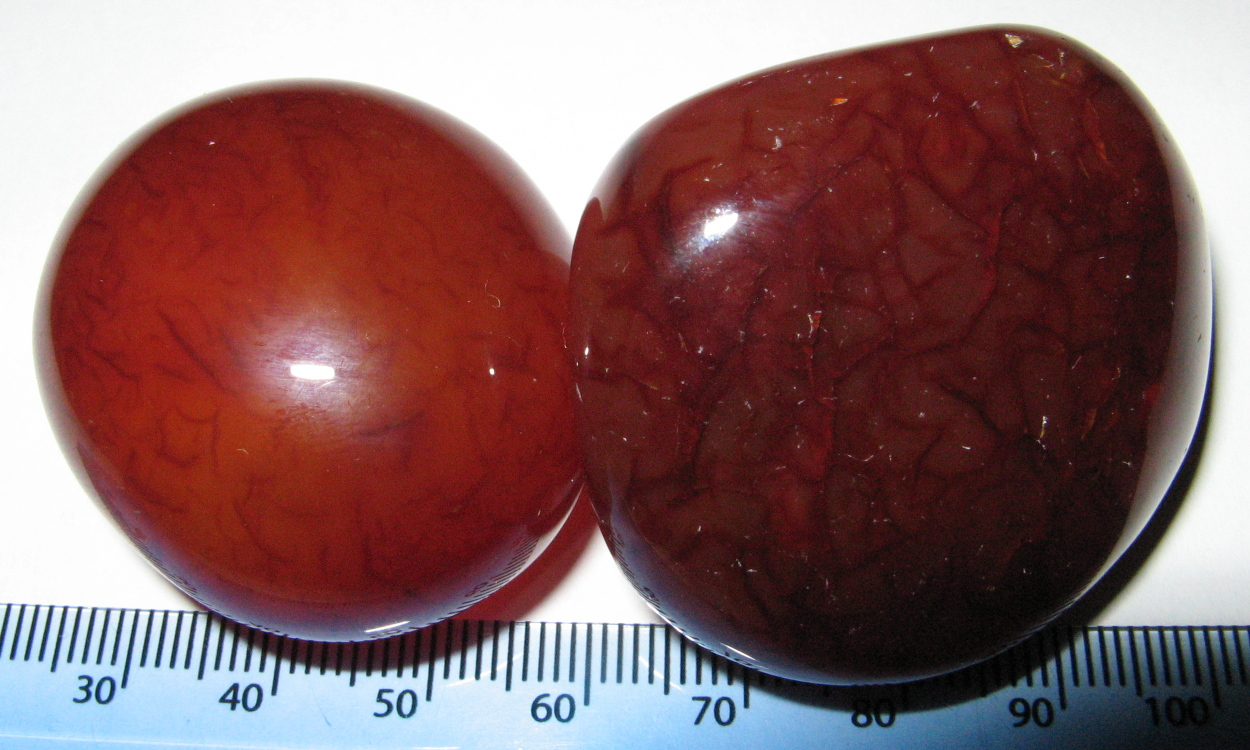

카닐리언(Carnelian)은 황갈색의 광물로, 준귀중보석으로 흔히 사용된다. 딱딱하고 어두운 편이다. 산화 철(III)의 불순물로 인하여 색이 입혀진 이산화 규소 광물 옥수의 일종이다. 창백한 오렌지색에서부터 강렬한 검은색에 이르기까지 그 색은 다양하다. 페루의 야나코도, 스리랑카의 라트나푸라, 태국 등지에서 볼 수 있다. 인도네시아, 브라질, 인도, 러시아(시베리아), 독일에서도 발견된다.

## 용어
14세기에 단어 코넬리언(cornelian)이 있었으나 16세기에 카넬리안이라는 단어로 변질되었다.

## 같이 보기
- 광물 목록